# Dorcus parallelipipedus
Dorcus parallelipipedus là một loài bọ cánh cứng phân bố ở châu Âu.
Con đực và con cái giống như loài Lucanus cervus. Con trưởng thành dài từ 18 đến 32 mm (0,7 đến 1,3 in). Con ấu trùng màu trắng hình chữ C ăn gỗ. Con lớn và con non được tìm thấy ở gỗ mục rất mềm ở rừng cây lá rộng, đặc biệt cây Fraxinus excelsior, Fagus sylvatica và táo (Malus spp).

## Hình ảnh

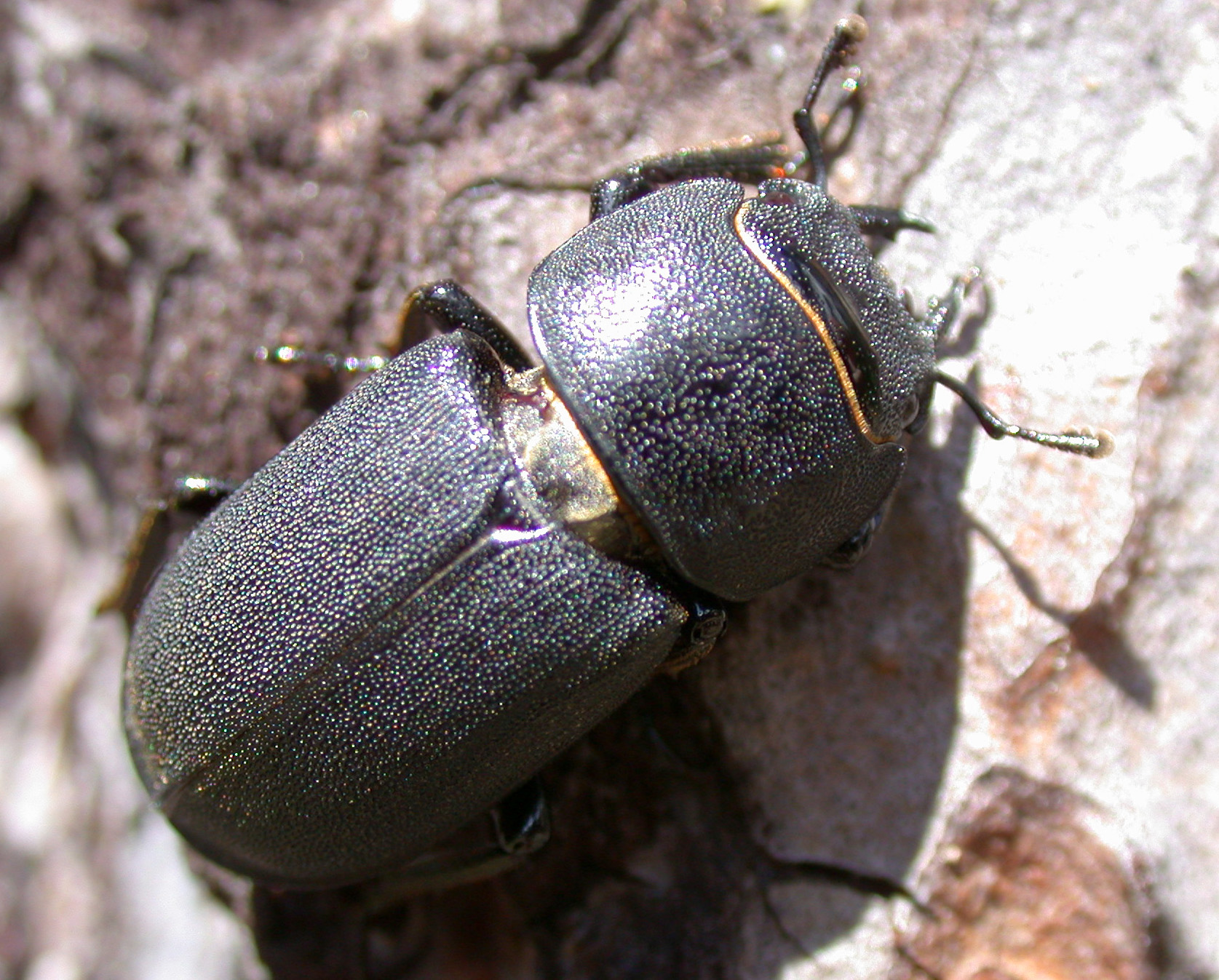
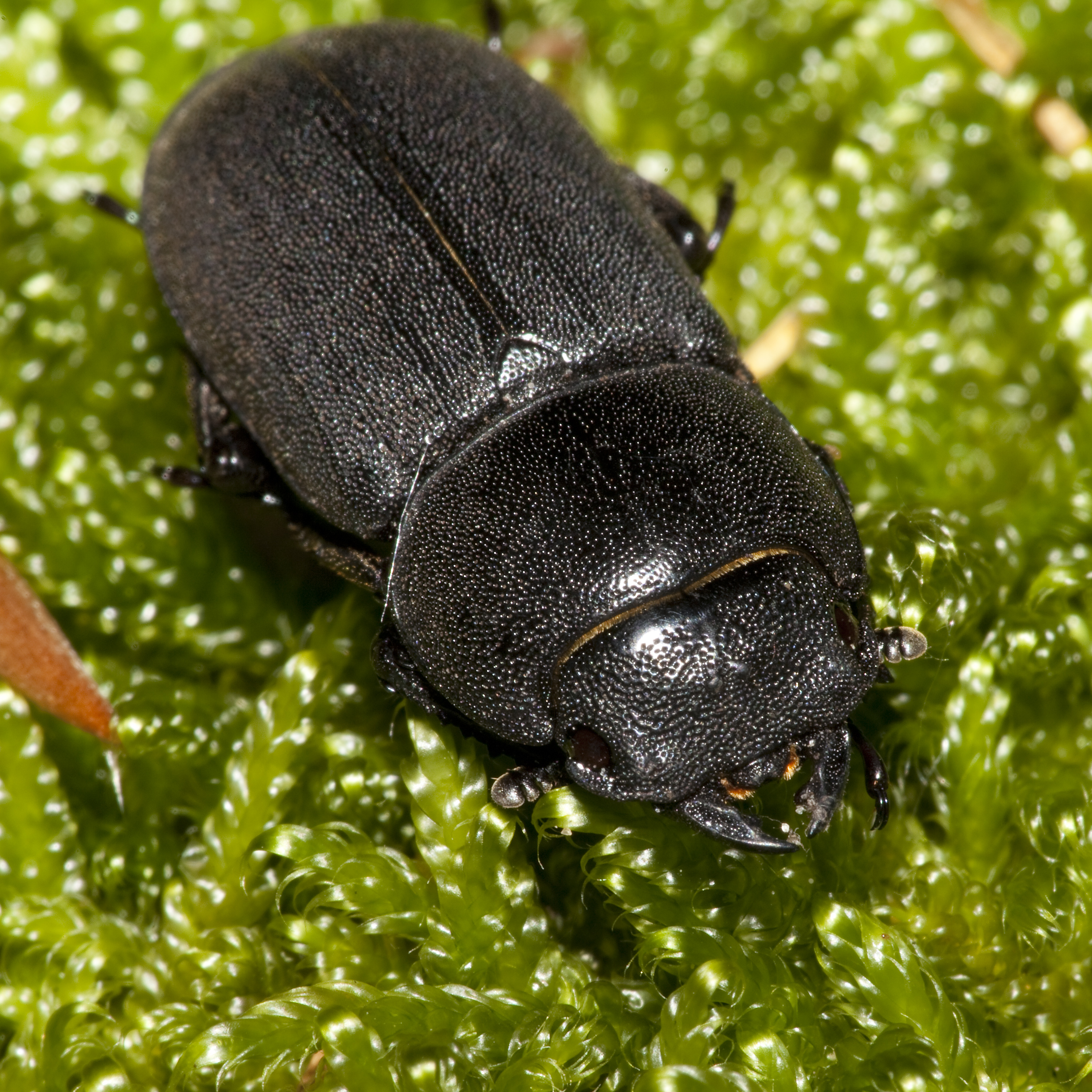
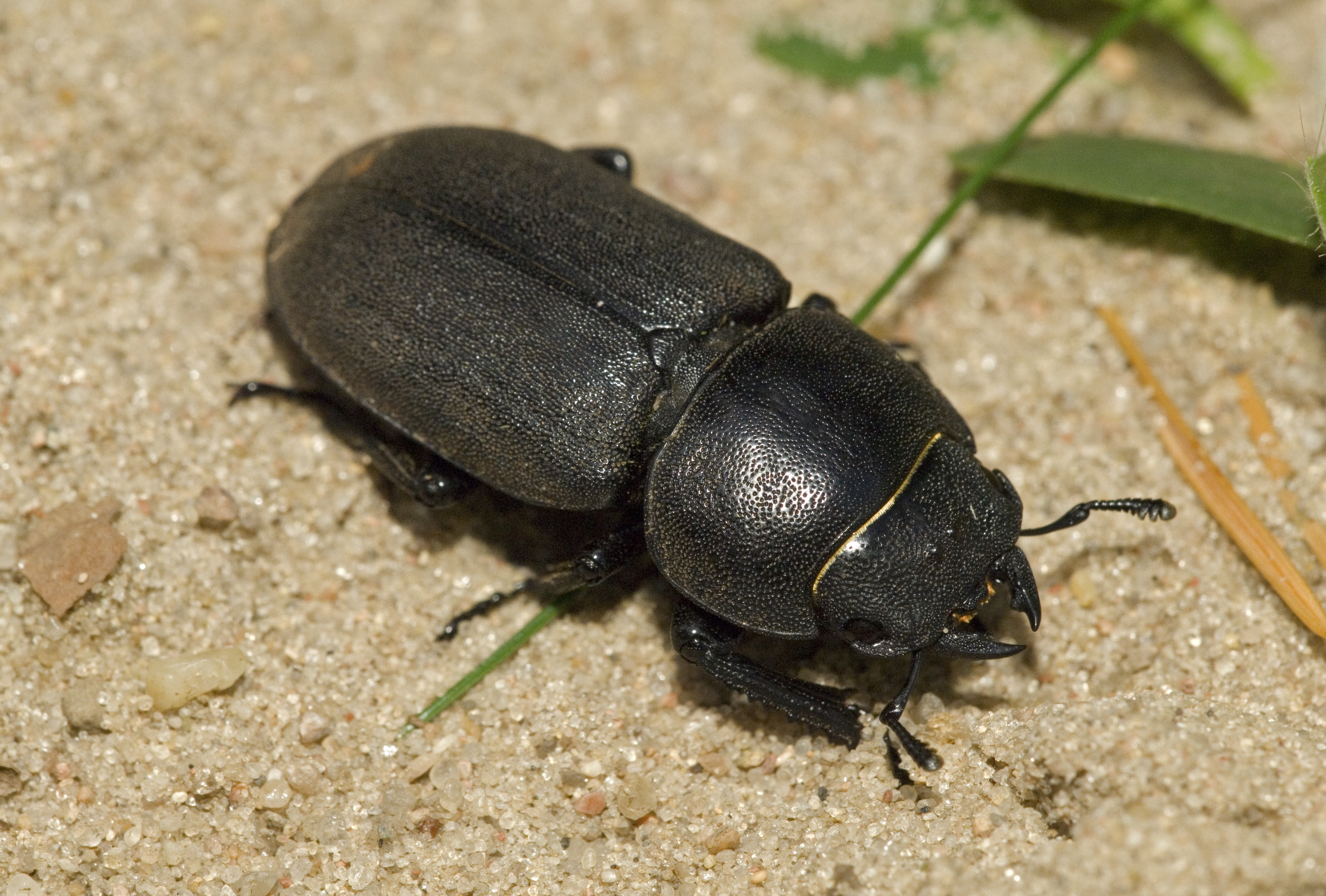
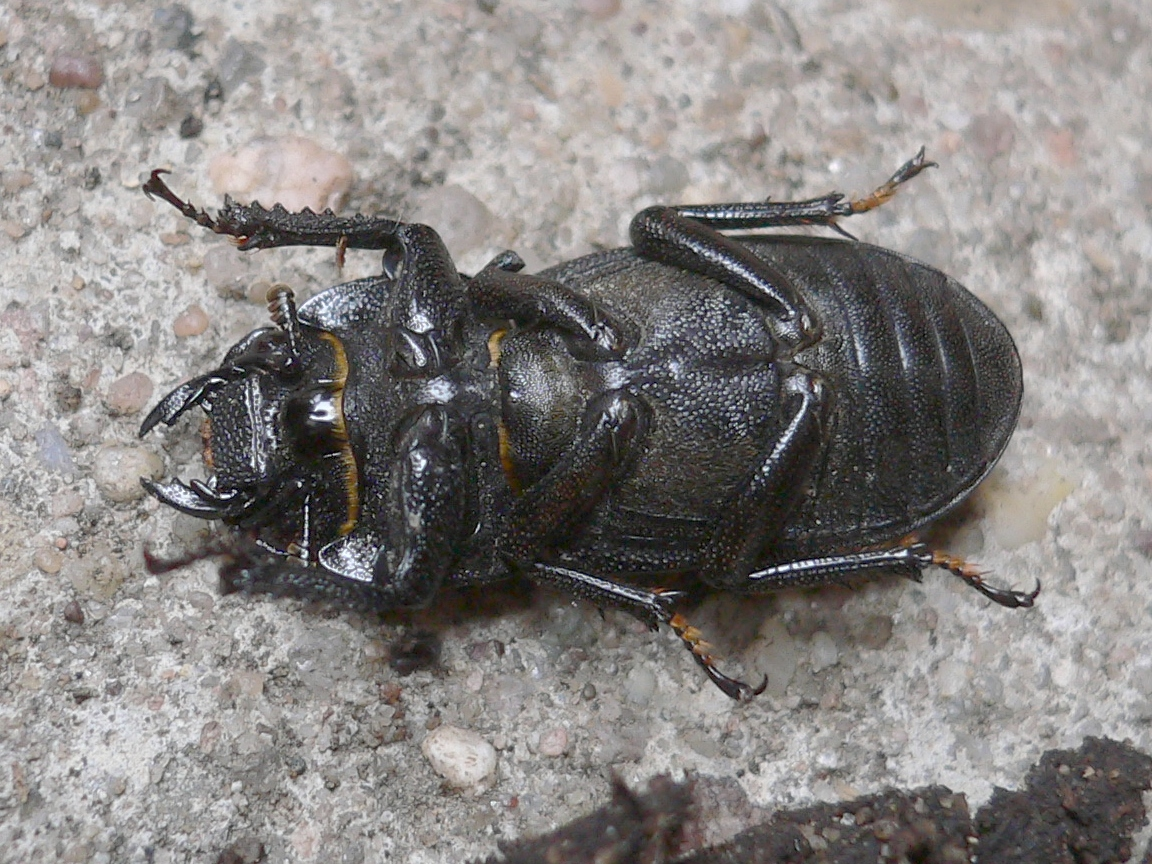